# Thenailles
Thenailles és un municipi francès situat al departament de l'Aisne i a la regió dels Alts de França. L'any 2007 tenia 258 habitants.

## Demografia

### Població
El 2007 la població de fet de Thenailles era de 258 persones. Hi havia 104 famílies de les quals 28 eren unipersonals (20 homes vivint sols i 8 dones vivint soles), 32 parelles sense fills i 44 parelles amb fills.
La població ha evolucionat segons el següent gràfic:
Habitants censats

### Habitatges
El 2007 hi havia 113 habitatges, 103 eren l'habitatge principal de la família i 9 eren segones residències. Tots els 111 habitatges eren cases. Dels 103 habitatges principals, 90 estaven ocupats pels seus propietaris, 7 estaven llogats i ocupats pels llogaters i 6 estaven cedits a títol gratuït; 1 tenia una cambra, 6 en tenien dues, 13 en tenien tres, 26 en tenien quatre i 58 en tenien cinc o més. 84 habitatges disposaven pel capbaix d'una plaça de pàrquing. A 42 habitatges hi havia un automòbil i a 48 n'hi havia dos o més.

### Piràmide de població
La piràmide de població per edats i sexe el 2009 era:
| Homes | Edats   | Dones |
| ----- | ------- | ----- |
| 0     | 95 o +  | 0     |
| 0     | 90 a 94 | 0     |
| 0     | 85 a 89 | 4     |
| 0     | 80 a 84 | 8     |
| 0     | 75 a 79 | 0     |
| 4     | 70 a 74 | 4     |
| 4     | 65 a 69 | 4     |
| 16    | 60 a 64 | 8     |
| 12    | 55 a 59 | 8     |
| 16    | 50 a 54 | 12    |
| 0     | 45 a 49 | 16    |
| 20    | 40 a 44 | 8     |
| 8     | 35 a 39 | 0     |
| 8     | 30 a 34 | 12    |
| 8     | 25 a 29 | 12    |
| 0     | 20 a 24 | 8     |
| 4     | 15 a 19 | 12    |
| 8     | 10 a 14 | 20    |
| 20    | 5 a 9   | 0     |
| 4     | 0 a 4   | 16    |

## Economia
El 2007 la població en edat de treballar era de 172 persones, 123 eren actives i 49 eren inactives. De les 123 persones actives 108 estaven ocupades (64 homes i 44 dones) i 15 estaven aturades (5 homes i 10 dones). De les 49 persones inactives 9 estaven jubilades, 21 estaven estudiant i 19 estaven classificades com a «altres inactius».

### Ingressos
El 2009 a Thenailles hi havia 107 unitats fiscals que integraven 261 persones, la mediana anual d'ingressos fiscals per persona era de 15.556 €.

### Activitats econòmiques
Dels 4 establiments que hi havia el 2007, 1 era d'una empresa de comerç i reparació d'automòbils, 1 d'una empresa financera i 2 d'empreses de serveis.
L'únic establiment comercial que hi havia el 2009 era una botiga de menys de 120 m².
L'any 2000 a Thenailles hi havia 25 explotacions agrícoles que ocupaven un total de 1.210 hectàrees.

## Poblacions més properes
El següent diagrama mostra les poblacions més properes.